# Józef Maroszek (inżynier)
Józef Maroszek (ur. 1904 w Boglewicach, zm. 6 stycznia 1985 w Warszawie) – polski inżynier, konstruktor broni i urządzeń mechanicznych. Przez większą część kariery zawodowej związany z Politechniką Warszawską i Wojskowym Instytutem Technicznym Uzbrojenia.
Był autorem m.in. konstrukcji karabinu samopowtarzalnego wz. 38M oraz rusznicy przeciwpancernej wz. 35, jednych z najnowocześniejszych broni w arsenale Wojska Polskiego przed II wojną światową.
Po wojnie przez kilkadziesiąt lat był wykładowcą akademickim na Wydziale Mechanicznym Technologicznym Politechniki Warszawskiej i kierownikiem Katedry Części Maszyn „C”.

## Życiorys
Józef Maroszek urodził się 13 czerwca lub 13 lipca 1904 w Boglewicach niedaleko Grójca. Pochodził z rodziny chłopskiej, jego ojcem był Paweł Oktawian Maroszek, a matką Franciszka z Małachowskich. Miał ośmioro rodzeństwa. Był dwukrotnie żonaty, pierwszą żoną była Helena z Piątkowskich (1899–1961), drugą – Maria Karolina ze Szczęsnych (1912–1995).
Po ukończeniu nauki w szkole powszechnej w Boglewicach przeniósł się do Warszawy, gdzie ukończył Gimnazjum Stefana Chrupczałowskiego. Maturę zdał w Gimnazjum Męskim Związku Zawodowego Nauczycielstwa Polskiego Szkół Średnich. W czasach nauki w gimnazjum zbudował miniaturową maszynę parową z kotłem zrobionym z łuski artyleryjskiej (155 milimetrowej), która miała dynamo zapewniające energię elektryczną podłączonej żarówce.

### Konstruktor broni strzeleckiej
W 1923 rozpoczął studia na Politechnice Warszawskiej na Wydziale Mechaniczno-Konstruktorskim. Uzyskał stypendium od Ministra Spraw Wojskowych na przygotowanie pracy dyplomowej pt. „Uproszczenie technologiczne karabinu krajowej produkcji”. Efektem tych prac był skonstruowany w warszawskiej Fabryce Karabinów karabinek KP-32, gruntownie przebudowana wersja karabinka wz. 29. Projekt Maroszka nigdy nie wszedł do produkcji seryjnej, jednak zwrócił na niego uwagę czynników wojskowych. Jeszcze przed ukończeniem studiów, 9 sierpnia 1931 ożenił się z Heleną z Piątkowskich, trzydziestoletnią wdową. 18 kwietnia 1932 Józef Maroszek uzyskał stopień inżyniera mechanika.
Po studiach został zatrudniony w Wojskowym Instytucie Technicznym Uzbrojenia w Warszawie (WITU). Przez kilkanaście miesięcy zajmował się dopracowaniem swojego projektu karabinka KP-32, do projektu wracał też w latach 1935–1936, jednak wszystkich wad nie usunięto i ostatecznie prototyp nie został skierowany do produkcji.

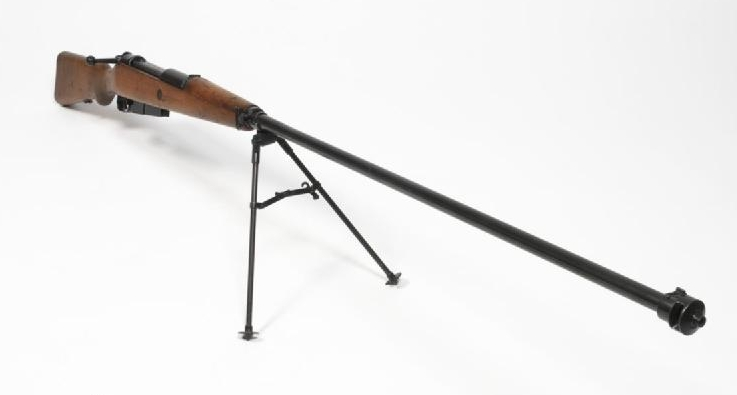
Karabin przeciwpancerny wz. 35 bywa w zagranicznych publikacjach mylnie nazywany „karabinem Maroszek”, od nazwiska głównego konstruktora

Tymczasem w latach 1934–1935 rozpoczął prace nad własnym projektem karabinu przeciwpancernego, ostatecznie przyjętego na stan Wojska Polskiego jako karabin przeciwpancerny wz. 35. Na przełomie 1935 i 1936 roku wykonano serię próbną prototypów nowej broni. Nowatorska konstrukcja inż. Maroszka wyposażona w hamulec wylotowy okazała się nie tylko dużo skuteczniejsza w przebijaniu pancerzy od bardziej tradycyjnych projektów, ale też była o blisko połowę lżejsza. W 1937 rozpoczęto jego produkcję seryjną, która w ścisłej tajemnicy trwała aż do wybuchu wojny.
Równolegle w 1934 Instytut Badań Materiałów Uzbrojenia rozpisał konkurs na projekt pierwszego karabinu samopowtarzalnego polskiej konstrukcji. Zaprojektowany przez Maroszka karabin „Turniej” wraz z dwoma innymi projektami został skierowany do dalszych prób, a ostatecznie w 1936 został wybrany jako jedyna konstrukcja do dalszych prac. W 1938 dopracowany karabin samopowtarzalny wz. 38M został skierowany do produkcji seryjnej, jednak zdążono wyprodukować jedynie 150 sztuk serii informacyjnej.
Jednym z mniej znanych projektów broni jego autorstwa był opracowany przez niego wariant szkoleniowy ręcznego karabinu maszynowego wz. 28 „Browning” dostosowany do tańszej amunicji sportowej .22 Long Rifle. Inżynier Maroszek przygotował prototyp broni, jednak nie trafił on do produkcji seryjnej.

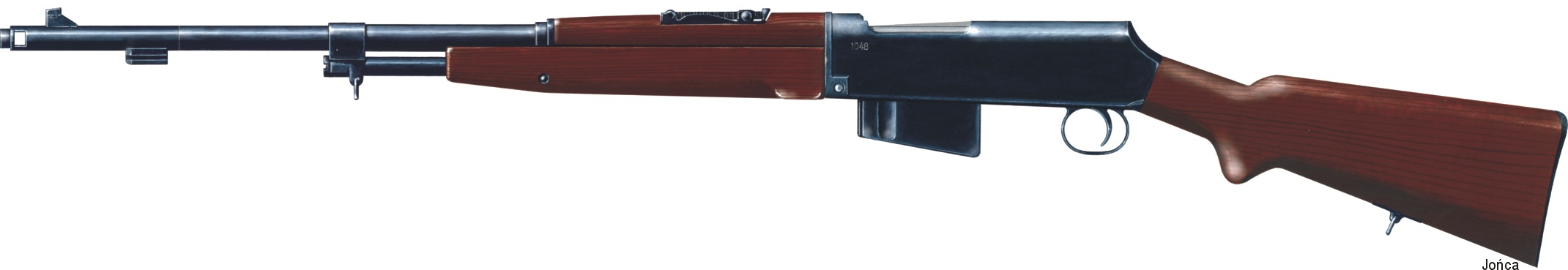
Prawdopodobnie zachowało się jedynie 6 egzemplarzy Karabinu wz. 38, z czego dwa znajdują się w Polsce: w Muzeum Wojska Polskiego i Muzeum Powstania Warszawskiego.

Po wybuchu wojny Maroszek wraz z całym WITU został ewakuowany na wschód. 16 września 1939 pociąg ewakuacyjny został zaatakowany przez Luftwaffe w okolicach Zdołbunowa na Wołyniu. Wedle relacji konstruktora, prywatnie posiadanym egzemplarzem karabinu samopowtarzalnego ostrzelał on atakujące samoloty, w wyniku czego jeden z nich został zmuszony do lądowania; pilot był ciężko ranny, a strzelec pokładowy został zabity celnymi strzałami z ziemi. Była to jedyna relacja o użyciu karabinu wz. 38M w czasie kampanii wrześniowej.
Po zajęciu Polski przez wojska ZSRR i Niemiec, powrócił do Warszawy. Od grudnia 1939 pracował jako brygadzista w zakładzie mechanicznym H. Zielezińskiego na Pradze, gdzie zajmował się m.in. odbudową Elektrowni Warszawskiej ze zniszczeń wojennych. W 1940 Rząd RP na uchodźstwie postanowił ściągnąć Maroszka do Francji, gdzie mógłby pracować nad udoskonaleniem swojej rusznicy przeciwpancernej i dostosowaniem jej do walki z ciężej opancerzonymi pojazdami. Po dotarciu do Krakowa kurier mający przeprowadzić go przez granicę na Węgry został aresztowany przez Gestapo, jednak Maroszkowi udało się uniknąć aresztowania i powrócić do Warszawy. W czerwcu 1942 znalazł zatrudnienie w firmie Stanisława Krasuskiego, gdzie kierował wydziałem obróbki mechanicznej, przez pewien czas pracował również w warsztacie naprawy motocykli oraz w firmie Kukiera i Lisowskiego.
W tym okresie współpracował z ruchem oporu. We własnym mieszkaniu produkował sprężyny i części zamienne do zdobycznej broni, zajmował się również jej akwizycją i przewożeniem do miejsc składowania. Kontuzjowany w czasie powstania warszawskiego, po jego upadku przez obóz przejściowy w Pruszkowie i Skierniewice trafił do rodziny w Sadurkach, jednak już w marcu 1945 powrócił do Warszawy, do ocalałego mieszkania na Mokotowie.

### Nauczyciel akademicki
Tuż po wojnie rozpoczął współpracę z firmą Władysława Kukiera, jednak dość szybko profesor Wacław Moszyński ściągnął go do współpracy przy organizacji powstającej Politechniki Łódzkiej, a następnie obaj wrócili do Warszawy. Od 1 października 1948 rozpoczął pracę jako starszy asystent w katedrze profesora Moszyńskiego na Politechnice Warszawskiej, następnie piastował stanowisko zastępcy profesora. Po wojnie porzucił prace nad bronią palną i skupił się na nauczaniu, m.in. podstaw konstrukcji maszyn i rysunku technicznego. 1 sierpnia 1950 rozpoczął pracę w Polskim Komitecie Normalizacyjnym. W 1951 został kierownikiem Katedry Części Maszyn „C” na Wydziale Mechanicznym Technologicznym. W 1961 owdowiał, dwa lata później ożenił się ponownie z Marią Karoliną ze Szczęsnych.
W latach powojennych opatentował ok. 10 wynalazków, m.in. zamka do drzwi własnej konstrukcji (patent zgłoszony 10 kwietnia 1954), „zamek zapadkowy bezkluczykowy do drzwi” (27 października 1960), „zamek do wywietrznika” (21 stycznia 1961) i „Fotel rzędowy” dla Teatru Polskiego w Warszawie (31 sierpnia 1961). Na przełomie lat 60. i 70. opublikował również trzy skrypty naukowe z dziedziny rysunku technicznego maszynowego (1969) , połączeń mechanicznych (1974)  oraz przekładni mechanicznych (1971) . Ostatni ze skryptów doczekał się czterech kolejnych wydań i przez kilkanaście lat stanowił jedno z najważniejszych źródeł wiedzy dla studentów kierunków mechanicznych Politechniki Warszawskiej. Przez wiele lat był też prodziekanem do spraw studenckich, członkiem Wydziałowej Rady ds. Młodzieży i opiekunem domów studenckich.
25 listopada 1975 odszedł na emeryturę, pozostał jednak aktywny zawodowo. Sporządził m.in. jedną z ekspertyz badających przyczynę tragicznego wybuchu gazu w Rotundzie PKO w Warszawie w lutym 1979. W pracy tej wykorzystał m.in. obliczenia, których dokonał kilkadziesiąt lat wcześniej, podczas prac nad rozprawą doktorską na temat hamulca wylotowego, który zastosował m.in. w projekcie karabinu przeciwpancernego. Pracował też nad kolejnymi wydaniami swoich skryptów naukowych, a w wolnym czasie korespondował z historykami wojskowości (m.in. z Januszem Magnuskim) opisując historię swoich przedwojennych konstrukcji.
Józef Maroszek zmarł 6 stycznia 1985 w Warszawie, został pochowany na cmentarzu Wawrzyszewskim.

## Stanowiska
- Od 1948 starszy asystent, a następnie zastępca profesora Wacława Moszyńskiego w Katedrze Części Maszyn Wydziału Mechanicznego Politechniki Warszawskiej.
- Od 1951 kierownik Katedry Części Maszyn „C” na Wydziale Mechanicznym Technologicznym Politechniki Warszawskiej, prodziekan ds. Studenckich, przewodniczący Wydziałowej Komisji Stypendialnej.

## Nagrody, wyróżnienia, odznaczenia
- Krzyż Kawalerski Orderu Odrodzenia Polski (1971)[36]
- Złoty Krzyż Zasługi (1935, 1954)[36]
- Medal 40-lecia Polski Ludowej[36]
- Odznaka Zasłużony dla Politechniki Warszawskiej[36]
- Złota Odznaka „Zasłużony dla Warmii i Mazur” (1965)[36]
- Złota Odznaka ZNP (1974)[25][36]